# Désherbage (bibliothèque)
Pour les articles homonymes, voir Désherbage.
 (juin 2019).
Le terme désherbage (ou élagage au Québec) est une opération intellectuelle qui vise à retirer, puis à éliminer définitivement, les documents d’une collection documentaire. Cette phase assure une évaluation continuelle des documents disponibles dans un milieu documentaire comme les bibliothèques, les centres de documentation et les centres d'archives. L'élagage représente la dernière étape d’une politique de développement des collections.
La responsabilité du désherbage relève des employés des sciences de l’information comme les techniciens en documentation, les archivistes ou les bibliothécaires.

## Objectifs de l'opération
Le désherbage assure le respect des critères de la politique de développement des collections. Il s'appuie selon les objectifs et la mission de l’organisation et les intérêts de la communauté desservie. Elle est destinée à mettre en valeur les collections disponibles et à offrir des ressources constamment actualisées aux usagers des bibliothèques.
Dans ce but, le désherbage s'avère être la solution incontournable pour les bibliothèques de lecture publique et les bibliothèques universitaires, confrontées à des problèmes récurrents de réorganisation, d'encombrement ou d'impossibilité d'extension.

## Historique

### États-Unis
La notion de désherbage est un décalque de l'américain weeding. Les bibliothécaires américains ont en effet mis en pratique le désherbage de leurs collections et théorisé l'opération bien avant leurs collègues français. Le premier manuel de désherbage a été publié en 1940 aux États-Unis.
Dans son article Policies and Practices in Discarding publié en 1956 dans la revue Library Trends, Howard F. McGaw affirme que les milieux documentaires disposeront de beaucoup de temps avant de faire face à un problème d'accumulation de documents et de manque d'espace, mais que ce moment sera révolu. Il aborde également l'importance de la spécialisation du personnel des sciences de l'information dans le processus d'élimination des collections.
À cette époque, la bibliothèque universitaire Yale cumule plus de 4 millions d’ouvrages et la bibliothèque universitaire de Harvard plus de 6 millions. Que l’on considère l’ajout de nouveaux bâtiments, l’extensions du mobilier et l’installation d’espaces de stockage, ces solutions retardent l’inévitable évaluation et désherbage de la collection.

### France
En France, le thème a émergé officiellement en 1975, lorsque la Direction des bibliothèques de lecture publique a commandé à Noë Richter une recherche sur l'élimination des documents, thème repris par l'ABF lors de son colloque annuel en 1978. Les bibliothécaires de la Bibliothèque publique d'information, ouverte en 1977, ont joué un rôle clef dans la réflexion sur le désherbage. Pionnière du libre accès et ne possédant pas de réserve, la BPI devait nécessairement éliminer certains documents pour pouvoir faire de la place pour les nouvelles acquisitions.
Dans les années 1980 et 1990, la pratique du désherbage s'est généralisée dans toutes les bibliothèques n'ayant pas de mission de conservation. La réflexion sur le sujet a également progressé, avec la publication de plusieurs ouvrages et d'articles dans les revues professionnelles (voir bibliographie).

## Quelques critères
Dans une perspective de réduction de la masse documentaire et de renouvellement des collections par de l’acquisition, les employés de bibliothèques vérifient périodiquement l’état de la documentation physique. Cette analyse assure l’exactitude, la pertinence, l’actualité, l’utilisation, la diversité ainsi que les lacunes documentaires et thématiques de la collection. Ultimement, le désherbage contribue à une collection documentaire de qualité qui répond aux besoins actuels et anticipés de la communauté.
La politique d’évaluation est propre à chaque milieu documentaire. Selon la mission et les publics qu’elle dessert, les critères de désherbage varient. De surcroît, elle stipule dans ses critères les exclusions applicables et qui ne font pas l’objet d’un examen de désherbage ; par exemple, les auteurs dans la communauté, les livres rares, etc. Afin que les employés des sciences de l’information puissent procéder à l’évaluation de la collection, ces derniers prennent des décisions en fonction de la politique interne de gestion des collections, de la disponibilité de ressources documentaires récents et des mises-à-jour, les statistiques de circulation et l’utilisation de la documentation.

### Critères d'évaluation
Les critères de désherbage s’opérationnalise parmi les critères d’évaluation suivants :
- Peu ou pas d’emprunts d’un exemplaire depuis un certain nombre d’années
- Contenu désuet
- Condition physique du document (endommagé, usure, propreté)
- Technologie du support périmée
- Série incomplète, volumes manquants
- Doublons, exemplaires excédentaires
- Parution d’une nouvelle édition
- Crédibilité de l’auteur
- Ouvrage disponible en libre accès (gratuitement sur le web)
- Présence de stéréotypes discriminatoires (sexistes, racistes, ethniques, religieux, culturels, sociaux, physiques, etc.)[6].

#### Le contenu intellectuel et la qualité du document
Lors du désherbage, il faut observer la qualité de l’information dans le document que l’on évalue. Si ce dernier présente des éléments erronés en raison, entre autres, parce qu'il n'est plus d'actualité, il faut envisager de l’enlever de la collection. De plus, effectuer un désherbage sur des critères qualitatifs permet de s’assurer d’avoir des collections cohérentes et pertinentes, ainsi que de vérifier si les données contenues dans le document sont périmées ou non.

#### L'état du document
Vérifier l’état des documents d’une collection permet de retirer ceux qui sont endommagés ou fragilisés. Il faut vérifier l’apparence globale du document, si ce dernier semble défraîchi ou démodé. Avant de retirer le document sélectionné, il faut se demander s’il est possible de le réparer, de le rafraîchir, et le coût probable pour en améliorer l’état.
En raison de leur contenu éphémère et de leur disponibilité en version électronique, les journaux et les périodiques physiques, quant à eux, sont généralement élagués annuellement.
Les méthodes de revalorisation d'un document désherbé sont multiples. Ils peuvent être:
- conservés dans des bibliothèques de dépôt ou des réserves centrales
- échangés avec d'autres bibliothèques
- donnés à des associations tel que bibliothèques sans frontières ou Cultures à partager (au Québec)
- vendus à prix modiques par la mise en place d'une vente de livres en continu ou une vente de livres annuelle
- pilonnés ou recyclés lorsqu'un document est en piteux état.

Dans le cas où un document retiré de la collection est souhaité par un utilisateur des services, les employés des sciences de l’information peuvent considérer le prêt-entre-bibliothèques ou la disponibilité en version numérique dans des bases de données.

#### Liberté intellectuelle et censure
Bien que le désherbage soit essentiel au processus de développement de la collection, il ne doit pas être utilisé, par le personnel des sciences de l'information, comme un outil de retrait pour les documents sur des enjeux controversés. L'article 19 de la Déclaration universelle des droits de l'homme formule les droits à la liberté d’opinion, d’expression et d’accès à l’information. Tous les êtres humains ont le droit à leur opinion, à l'accès à la recherche, à la transmission d'information et d'idées par quelque moyen d'expression que ce soit.
Au Québec, la Déclaration sur la liberté intellectuelle et les bibliothèques, fondée sur la Charte canadienne des droits et liberté et la Déclaration universelle des droits de l’homme, met en avant le rôle crucial des bibliothèques dans leur « responsabilité fondamentale de protéger et de faciliter l’accès aux formes d’expressions du savoir, de la créativité, des idées et de l’opinion qui sont protégées par la Constitution, y compris celles que certains groupes et personnes jugent non conventionnelles, impopulaires ou inacceptables ». Cette approche transpose l’importance de normes et de valeurs professionnelles qui garantissent un accès équitable à une vaste diversité de contenus. Elle résiste fermement aux demandes de censure et aux systèmes qui limitent ou interdissent l’accès à ces ressources.
Les bibliothèques de Québec s'opposent à toute forme de censure, qu'elle soit idéologique, politique ou religieuse. Aucune controverse, quelle qu'elle soit, ne saurait justifier le retrait permanent d'un document de leurs collections.
La destruction par le feu dans une mise en scène symbolique ne fait pas partie des pratiques professionnelles.

## Méthodes

### La méthode IOUPI et les critères de désherbage
La méthode IOUPI a été créée par la Bibliothèque publique d'information (BPI) de Paris et est « un acronyme aide-mémoire » résumant les critères pour décider si on peut éliminer ou non un ouvrage d’une collection.
Le I de l’acronyme rappelle de vérifier si le document est incorrect, le O juge de la qualité du document (si celui-ci est ordinaire, superficiel ou médiocre), le U regarde plutôt l’état du matériel (s’il est usé, détérioré ou laid), le P rappelle de vérifier si le document est périmé ou obsolète et le dernier I indique de vérifier si le document est inadéquat dans la collection (s’il correspond ou non au fonds documentaire).
Françoise Gaudet et Claudine Lieber, dans le livre «Désherber en bibliothèques: manuel pratique de révision des collections» expliquent, entre autres, certains des critères de sélection que nous verrons ci-dessous.

### L’élagage en Fédération Wallonie-Bruxelles
Le décret relatif au développement des pratiques de lecture organisé par le réseau public de la lecture et les bibliothèques publiques du 30 avril 2009 demande aux bibliothèques publiques de disposer de collections, de documents sous divers supports matériels ou immatériels destinés à l'emprunt, à la consultation ou à tout autre usage, tenus à jour par des accroissements et des élagages réguliers. En outre, ces collections et documents doivent être :
- quantitativement et qualitativement significatifs à l'égard de la population à desservir ;
- représentatifs des besoins socioculturels contemporains inhérents au caractère public de l'institution.

Pour aider les bibliothécaires dans leur élagage, l'arrêté d'application de ce décret, publié en juillet 2011, cite nommément la Réserve centrale du Réseau public de la Lecture en Communauté française pour l’élagage et la réorientation de certains documents des opérateurs et définit également ses missions. Celle-ci doit assurer :
- la réception, le traitement bibliographique, la sélection en vue de la conservation, de la réorientation ou de la destruction des ouvrages élagués des bibliothèques du Réseau public de la Lecture ;
- la conservation physique d’exemplaires des ouvrages dont l’état le permet ou dont l’intérêt patrimonial l’exige ;
- le prêt interbibliothèques des ouvrages qu’elle conserve à défaut de les trouver dans les collections des opérateurs directs.

Vu sous cet angle, l'élagage n'apparaît plus exclusivement comme le facteur négatif du travail bibliothéconomique. Pour les bibliothécaires, chaque envoi à la Réserve centrale représente un véritable « bol d'air ». Ceux-ci ne doivent plus gérer la conservation d'ouvrages qui ne sont plus ni prêtés, ni consultés et surtout qui bloquent de l'espace de rangement. Cela leur permet de travailler davantage le plaisir de lire et la recherche documentaire avec leurs lecteurs. Or, c’est la raison d'être d'une bibliothèque telle qu’elle est définie dans le nouveau décret.
L'élagage a toujours été perçu comme fondamental, essentiel non seulement pour conserver aux collections de toute bibliothèque, un attrait constant, une meilleure mise en valeur des documents en accès direct, mais aussi pour garantir la conservation d'ouvrages moins récents dans des conditions adéquates. Néanmoins, il a fallu de nombreuses années de travail et de réflexions pour que cette perception de l'élagage se voie dans les pratiques et dans la législation.
Retour en arrière sur le travail accompli
L'ancienne législation, et plus précisément le dernier arrêté relatif à l'organisation du Service de la lecture publique, daté du 14 mars 1995, prévoyait l'élagage en bibliothèque. Mais hormis l'obligation d’élaguer ou de retirer annuellement 5 % de l’ensemble des collections, pour faire place au même pourcentage de nouveautés, on n'y trouvait aucune précision significative ni sur la méthode, ni sur le devenir des livres écartés. Vu sous cet angle, l'élagage apparaissait exclusivement comme un aspect négatif du travail bibliothéconomique.
Déjà en octobre 1988, à Namur, l'Association professionnelle des Bibliothécaires et Documentalistes avait organisé une première journée de réflexion sur le sujet. Le Centre de Lecture publique de la Communauté française (CLPCF) avait relancé en 1992 une tentative sans résultat concret.
Ensuite, l'expérience, un peu forcée par les circonstances, acquise dans le réseau urbain liégeois des bibliothèques a conduit certains bibliothécaires de la Province de Liège à se rencontrer pour échanger leurs réflexions sur l'élagage. Une commission est née, regroupant des agents du CLPCF et des responsables de bibliothèques centrales, principales et locales. Au terme d'une série de réunions très constructives, la méthode décrite dans la brochure Élagages et retraits en bibliothèque publique est née. Celle-ci a ensuite été soumise aux bibliothécaires de la Province de Liège lors d'une journée d'information et de formation pratique. Grâce à leurs remarques, mais aussi par l'analyse d'exemples concrets, les travaux ont été poursuivis par la Commission d’élagage du Réseau central de Liège. Ces confrontations ont permis de perfectionner la méthode, d'affiner les textes et le vocabulaire employés.
Fort de cette méthode et des nombreuses formations sur l’élagage organisées par le Centre de Lecture publique de la Communauté française (CLPCF.), un groupe de travail, émanant en partie de cette Commission d’élagage, a été chargé de poursuivre la réflexion et d’étudier, de manière concrète, les possibilités de création d’une institution qui recueillerait les documents retirés des bibliothèques publiques de la Communauté française. Après des enquêtes et des analyses auprès des institutions nationales et internationales sensibilisées à la problématique, un rapport, intitulé « Comment les bibliothécaires du 3e millénaire vont-ils assumer ‘l’héritage papier’ qui leur a été confié ? », a été rédigé en 2000. Cette étude a reçu l’avis favorable du Conseil Supérieur des bibliothèques publique et a conduit en 2004 à la mise en place de la Réserve centrale du Réseau public de lecture de la Fédération Wallonie-Bruxelles

### La Réserve centrale du Réseau public de Lecture de la Fédération Wallonie-Bruxelles

#### Une nécessité
Du fait, notamment, de la communautarisation de la culture, la Lecture publique n'avait pas d'institution centrale chargée de constituer et d'entretenir le patrimoine écrit. Ainsi, les bibliothèques publiques, destinées pourtant par décret à l'éducation permanente, ne pouvaient pas ignorer qu'en réalité et par défaut la responsabilité de conservation de ce patrimoine leur incombait. Cet état de fait a contribué au gel de la gestion des magasins des bibliothèques : ignorant de ce que chacun s'engage à conserver, chaque site a gardé maints ouvrages qui auraient été retirés, si ce n'était la crainte de provoquer leur hypothétique disparition. À présent, ce problème est résolu grâce à la mise sur pied depuis septembre 2004 du dépôt central appelé Réserve centrale du Réseau public de Lecture de la Communauté française. Cet outil transversal au Réseau public de Lecture dépend du Service de la Lecture publique. Il se veut un outil de centralisation pour les ouvrages retirés des collections des bibliothèques. À la fois réservoir et lieu de réorientation, il donne aux bibliothécaires la garantie qu’un document élagué des collections de la bibliothèque pourra soit être récupéré au sein du Réseau de la Lecture publique via notamment le prêt interbibliothèques, soit bénéficiera d’une seconde vie au sein notamment de fonds spécialisé. La Réserve centrale possède également une Réserve précieuse pour les ouvrages qui possèdent une valeur patrimoniale.

#### Son fonctionnement
La Réserve centrale reçoit les ouvrages retirés des collections des bibliothèques en échange d’un accord permanent du pouvoir organisateur et en assume l'entière propriété. Elle les trie, les gère et leur applique un mode d'accès au public au mieux de leurs caractéristiques :
- au moins un exemplaire est gardé en vue de constituer un réservoir dans lequel les bibliothèques publiques peuvent venir puiser via le prêt interbibliothèques. La consultation sur place est également possible pour ces ouvrages ;
- les livres rares ou précieux d’auteurs et d’éditeurs belges et paru avant 1945 sont rangés séparément et sont consultables sur place ;
- les ouvrages déjà présents dans ses collections en deux exemplaires ou d'édition courante comme les poches, sont réorientés vers des fonds spécialisés intéressés, vers des institutions telles que les prisons, vers les pays en voie de développement pour des projets d’éducation permanente. De cette manière, la Réserve centrale donne une seconde vie à 60 % des ouvrages qu’elle reçoit.

#### Des avantages
Du point de vue des pouvoirs organisateurs locaux, les avantages de la Réserve centrale sont importants : d'abord, les bibliothèques reconnues sont tenues d'élaguer et ce travail bibliothéconomique aussi nécessaire que les autres tâches du métier, ne peut plus être reporté. Ensuite, aux yeux des citoyens, les bibliothèques locales remises en état revalorisent leurs collections en identifiant mieux le patrimoine public qu'elles conservent. En outre, vu l'accroissement requis des collections, les pouvoirs organisateurs ne peuvent multiplier indéfiniment les locaux de stockage, qu'il vaut mieux rentabiliser qualitativement par un tri intelligent de leur contenu.
Du point de vue des bibliothécaires, les appréhensions que suscite encore le retrait, quand il est erronément et dramatiquement assimilé à l'autodafé, n'ont plus cours dès lors que les ouvrages, quittant la bibliothèque, restent en Lecture publique. Le dépôt central écarte le risque de la suppression irréparable. Les mises au pilon ne se justifient plus que par l'usure extrême des livres qui ont bien fait leur office auprès du public et ne présentent pas de valeur patrimoniale. En outre, le transfert des ouvrages mis au retrait vers la Réserve centrale n’est pas une obligation pour les bibliothécaires. Ceux-ci peuvent toujours, en accord avec leur pouvoir organisateur, vendre ou réorienter les livres par eux-mêmes. La Réserve centrale permet cependant au bibliothécaire de gagner du temps, de garder les ouvrages, qui en valent la peine, à disposition pour leurs lecteurs et d’obtenir des garanties sur les réorientations qui sont faites.
Du point de vue des organismes bénéficiant des dons, toute institution qui reçoit des livres de la Réserve centrale signe une convention demandant notamment que le transfert des ouvrages soit à leur charge. En outre, une évaluation succincte de l’utilisation des documents est demandée aux institutions qui ont bénéficié de don. En contrepartie de ses obligations, celles-ci peuvent choisir les livres qu’elles veulent recevoir et ces livres sont nettoyés et mis en caisse.

#### Le plan de conservation partagée des périodiques
Depuis, novembre 2009, la Réserve centrale coordonne un plan de conservation partagée des périodiques au niveau des bibliothèques publiques. Plus de 4800 périodiques ont été examinés. 2990 revues ont été gardées dont 2217 titres de revues par des bibliothèques de conservation (pôles de conservation et bibliothèques associées) et 113 titres de revues spécifiques par des centres de documentation.
Les pôles de conservation se sont engagés
- à poursuivre l’abonnement du périodique et à compléter leur collection ;
- à satisfaire gratuitement les demandes de communication d’articles ;
- à garantir l’accès gratuit à la consultation sur place des collections de référence ;
- à ne pas prêter leur collection afin d’en garantir la conservation.

À côté des pôles de conservation, les bibliothèques associées (BA) conservent également des périodiques mais ne s’engagent pas à respecter les conditions imposées aux pôles de conservation en ce qui concerne l’abonnement et le prêt.
Ce plan de conservation partagée permet aux bibliothèques de la Fédération Wallonie-Bruxelles et à leurs partenaires de rationaliser la politique de conservation de leurs revues. En outre, il améliore la visibilité des collections des revues pour les publics. Les revues conservées sont décrites et localisées sur Perioclic.be. Cette base de données est le fruit du travail de la Commission de conservation partagée des périodiques et de la Commission de dépouillement partagé des périodiques. Ces commissions  sont coordonnées par le Service de la Lecture publique via sa cellule numérique et via la Réserve centrale (Lobbes). Elle permet aux usagers de localiser les revues conservées et de demander gratuitement par courriel des copies numériques d’article.

## Le désherbage en bibliothèque universitaire
Le désherbage, ou l'élimination sélective des documents d'une collection, est une pratique en constante évolution dans les bibliothèques universitaires. Avec l'augmentation des demandes pour divers services, telles que des salles de travail collaboratives, des espaces de travail individuel, des studios créatifs et des cafés, les bibliothèques font face à un défi majeur : trouver un équilibre entre l'espace disponible, la pertinence de leur collection et une bonne gestion budgétaire. Ce processus doit s'inscrire dans une logique de durabilité, tant sur le plan de l'accès à l'information que sur celui de l'adéquation des ressources aux besoins de la communauté académique.
Les enjeux du désherbage en milieu universitaire
L'un des principaux enjeux du désherbage est de construire une collection qui répond aux besoins actuels et futurs des étudiants et des chercheurs. Cela implique d'acquérir de nouveaux documents sous forme numérique et d'assurer la pérennité de l'accès à ces ressources. Participer à des programmes de prêts entre institutions et retirer les documents qui peuvent être empruntés ailleurs sont également des stratégies clés pour optimiser l'espace et les ressources.
Chaque bibliothèque académique développe une stratégie de désherbage adaptée à ses défis spécifiques, en tenant compte de sa taille, de ses ressources et de la composition de sa communauté.  
Un autre des défis majeurs auxquels font face les bibliothèques universitaires est le poids budgétaire des acquisitions de ressources électroniques. En effet, la transition vers le numérique implique des coûts souvent élevés, ce qui nécessite une réflexion approfondie sur les stratégies d'acquisition. Pour atténuer ces coûts, les bibliothèques peuvent explorer des moyens de travailler en réseaux collaboratifs. Cela permet de mutualiser les ressources et de renforcer leur pouvoir de négociation lors des acquisitions. Par exemple, des consortiums peuvent être formés pour obtenir de meilleures conditions tarifaires auprès des fournisseurs de ressources numériques.

### Processus de désherbage: méthodologie et acteurs impliqués[8]
Le processus de désherbage peut être long et exigeant, tant sur le plan intellectuel que physique. Le manque de temps est souvent cité comme un obstacle à la révision des collections. Pour surmonter ces défis, il est essentiel d'identifier les acteurs impliqués dans le processus, notamment l'administration et employé·e·s des bibliothèques, les bibliothécaires, les membres du corps professoral·es et les personnes étudiantes. Cette approche collaborative permet de donner un sentiment de propriété sur la collection pour la communauté étudiante et permet d'éviter des décisions unilatérales qui pourraient susciter des résistances.
Les projets de désherbage commencent souvent par l'analyse de métadonnées quantitatives, telles que la date de publication, les statistiques d'usage et l'état physique des documents. Cependant, chaque discipline a ses propres critères, certaines se basant sur des données quantitatives, tandis que d'autres privilégient des évaluations qualitatives.

### Outils et technologies pour faciliter le désherbage
L'utilisation de systèmes informatiques intelligents peut faciliter le processus de désherbage. En intégrant ces technologies, les bibliothèques peuvent développer des politiques documentaires plus robustes et adaptées aux besoins de leur communauté. Toutefois, ces outils ne peuvent compléter le processus à eux seuls, ils doivent être combinés avec l'expertise des bibliothécaires et autres membres de la faculté académique pour avoir une meilleure vue d’ensemble.  

### Diversité, équité et inclusion dans le désherbage
Il est également essentiel de considérer les enjeux de diversité, d'équité et d'inclusion (DEI) dans le processus de désherbage. Les bibliothèques doivent veiller à inclure des communautés et des groupes sous-représentés dans leurs collections. Cela nécessite une réflexion sur les biais des métadonnées et sur les barrières systémiques qui peuvent entraver la représentation équitable dans les ressources documentaires.
Communication et sensibilisation
Un autre aspect du désherbage est la communication avec la communauté académique. Informer les étudiants et le personnel des projets de désherbage par le biais de communiqués peuvent favoriser la collaboration et permet de renforcer la transparence du processus. Cela engage la communauté dans une discussion sur la pertinence et l'accessibilité des ressources.
Conclusion
Le désherbage en bibliothèque universitaire est un processus complexe qui nécessite une approche réfléchie et collaborative. À mesure que le paysage documentaire évolue, les bibliothèques s'adaptent et développent des stratégies de désherbage qui répondent aux défis contemporains tout en favorisant un accès équitable à l'information. La mise en place de méthodologies pragmatiques, le travail en réseau, le suivi des utilisations et la veille informationnelle sont autant de stratégies qui peuvent aider les bibliothèques à s'adapter aux besoins des usagers tout en optimisant leurs ressources.